# Törpe szentjánosbogár
A törpe szentjánosbogár (Phosphaenus hemipterus) a szentjánosbogár-félék családjába tartozó, Európában honos (Kanadába behurcolt) bogárfaj. Nemzetségének egyetlen faja. 

## Megjelenése
A törpe szentjánosbogár testhossza 6-8 mm a hímek és 10 mm a nőstények esetében. Családjában egyedülálló azzal, hogy mind a hím, mind a nőstény röpképtelen. A hím széttartó végű szárnyfedői csökevényesek és legfeljebb a két első potrohszelvényt takarják; a nőstény teljesen szárnyatlan. A hím hosszú és erős csápjai, valamint szögletes előháta alapján különíthető el a többi szentjánosbogártól, amelyek csápja karcsúbb, előháta rézsútos. A nőstény teste szürkésbarna, megnyúlt, a lárvára hasonlít. Nyolcadik potrohszelvényük hasi oldalán halvány foltpárként megtalálható a fénykibocsátó szerv. 
Külsőre hasonlít a többi szentjánosbogár-lárvára, csak kisebb, karcsúbb és oldalain nincsenek halvány foltsorok.

## Elterjedése
Európában honos Portugáliától Oroszország európai részéig. 1947-ben Kanadában, Nova Scotiában felfedeztek egy behurcolt állományt. Viszonylag ritka, egyes országokban veszélyeztetett. 

## Életmódja
Erdőszélek, rétek, árterek, domboldalak lakója, néha kertekben, parkokban is előfordul. A változatos, sűrű növényzetet kedveli. Az imágókkal május-júniusban (esetleg az időjárástól függően kissé később) lehet találkozni. Nappal és alkonyatkor aktívak. A párzási időszakban nem bocsátanak ki fényt, hanem a hím feromonok alapján találja meg a nőstényt, amelyet kb. 20 méterről is képes érzékelni. Veszély esetén a potrohukon található két foltból halvány biolumineszcens fényt sugároznak. Az imágók nem táplálkoznak és csak egy-két hétig élnek. A hímek aktívabbak, felmásznak a fűszálakra, fatörzsekre, kövekre és csápjai billegtetésével keresik a nőstény feromonjait. A nőstények többnyire rejtőznek. 
Lárvája a felnőttekével azonos élőhelyeken fordul elő. Kizárólag földigilisztákkal táplálkoznak és náluk jóval nagyobb zsákmányt is képesek elejteni hegyes rágóikkal és a sebbe bocsátott emésztőenzimeikkel. Két-három éven át fejlődnek, majd bebábozódnak és imágóvá alakulnak. 

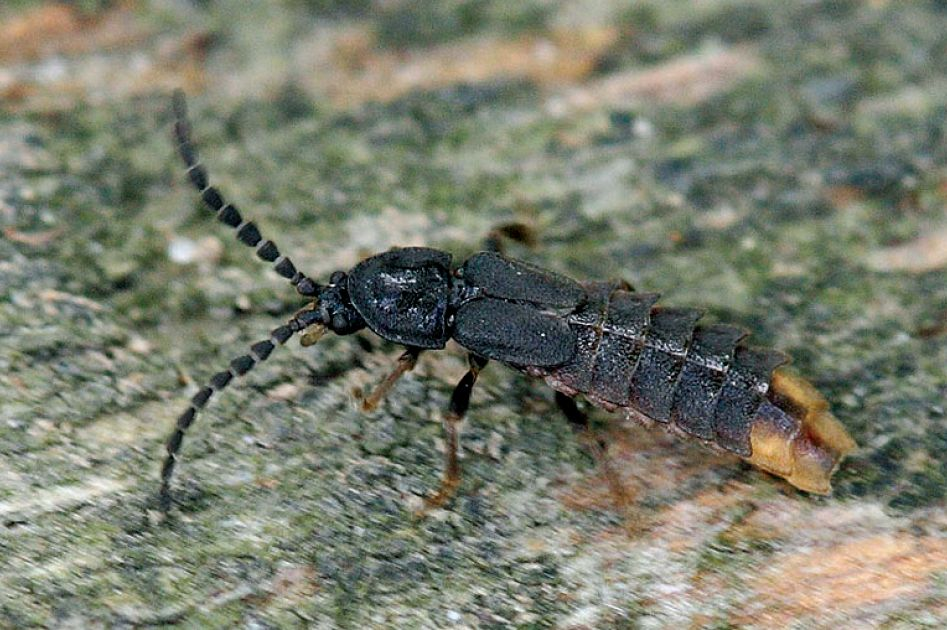
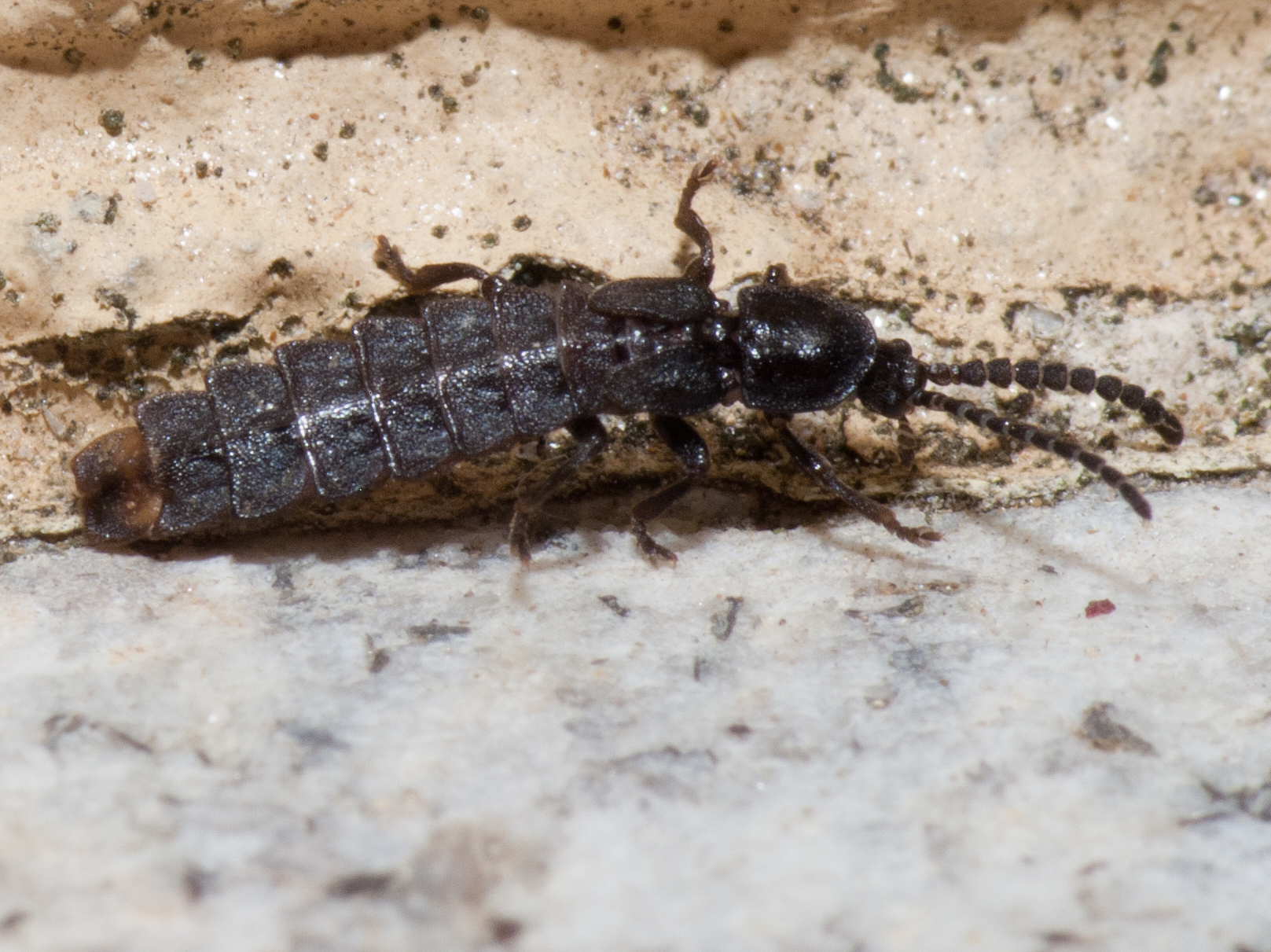
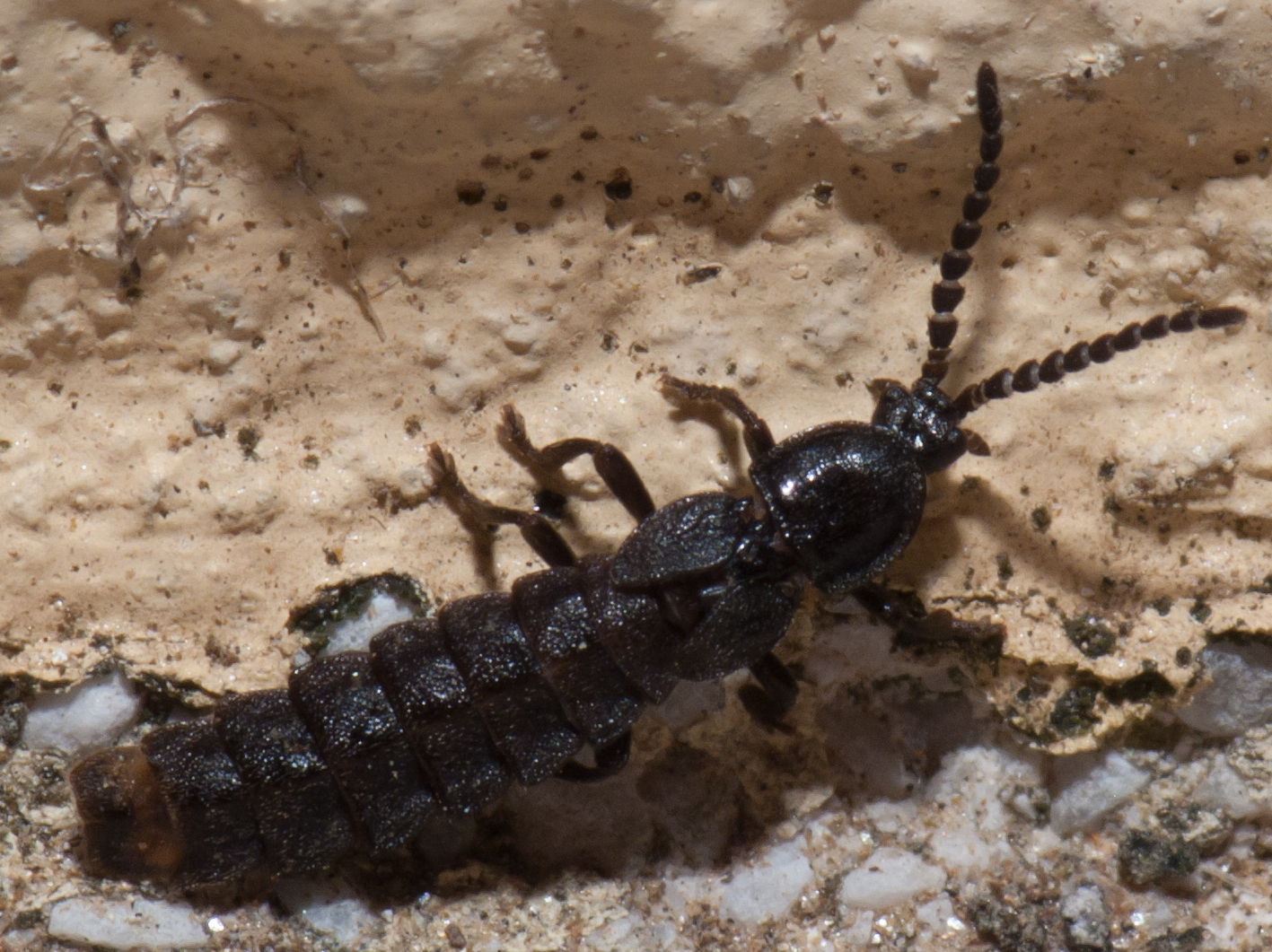
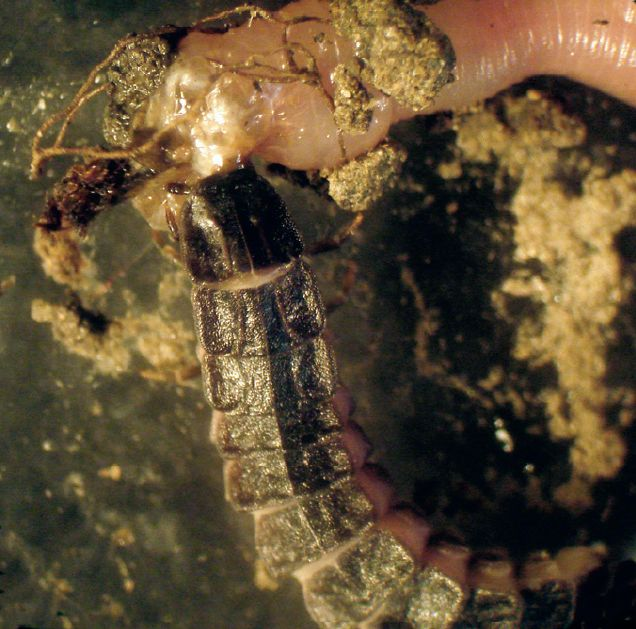

Magyarországon nem védett. 